# Ant-Man
Ant-Man je ime nekoliko fiktivnih superheroja koji se pojavljuju u stripovima koje je objavio Marvel Comics. Izradili su ga Stan Lee, Larry Lieber i Jack Kirby. Ant-Man se prvi put pojavo u Tales to Astonish # 35 (rujan 1962.). Person je izvorno bio sjajni znanstvenik Hank Pymov superherojski alias nakon što je izmislio tvar koja može promijeniti veličinu, ali Scott Lang i Eric O'Grady također su uzeli odijelo nakon što je izvorni promijenio svoj superherojski identitet raznim drugim pseudonimima.

## Biografije

### Hank Pym
Izvorni Ant-Man bio je stručnjak za biofizičare i sigurnosne operacije Dr. Henry 'Hank' Pym; koji je odlučio postati superheroj nakon smrti svoje prve supruge Marije Trovaya, koji je bio politički disident u Mađarskoj. Zaljubivši se u nju i vjerujući da će ga njegovo američko državljanstvo zaštititi, Hank i Maria putovali su u Mađarsku nedugo nakon njihovog braka kako bi zajednički započeli svoj novi život. Na žalost, suočeni su s korumpiranim agentima tajne policije. Hank je nestao bez svijesti i Maria je ubijena. Pym je bio uznemiren zbog smrti supruge i odlučio je učiniti sve što je mogao u budućnosti da se bori s nepravdom. Nakon što je otkrio kemijsku supstancu, koju je nazvao Pym čestice, koji bi omogućio korisniku da promijeni svoju veličinu, on je naoružan kacigom koja bi mogla kontrolirati mrave. Nakon toga, Pym bi se smanjio do veličine insekata da postane tajno rješenje Ant-Man, rješavanje zločina i zaustavljanje kriminalaca. Uskoro je podijelio svoje otkriće svojom novom djevojkom Janetom van Dyneom, koji je postao njegov partner za borbu protiv kriminala Wasp, kada joj je pomogao osvetiti smrću svog znanstvenog oca Vernona van Dynea kojeg je ubio stranac koji je oslobodio jedan od Vernonovih eksperimenata, Dvojica će postati članovi Osvajači koji se bore protiv neprijatelja koji se ponavljaju, poput ludog znanstvenika Egghead, mutantnog Vjetrenjača i Pymove robotske kreacije Ultron. Dok je Pym izvorni Ant-Man, tijekom godina je usvojio druge pseudonime, uključujući Giant-Man, Goliath, Yellowjacket i Wasp nakon Janetove pretpostavljene smrti u Tajnoj invaziji. Ostavivši svoju originalnu osobu, njegovi su nasljednici preuzeli ulogu Ant-Man, dok je Pym istraživao ove druge identitete.

### Scott Lang
Scott Lang bio je lopov koji je postao Ant-Man nakon što je krao Ant-Man odijelo kako bi spasio svoju kćer Cassandru "Cassie" Lang iz srčanog stanja. Reformirajući iz svog zločina, Lang je uskoro preuzeo punu radnu karijeru kao Ant-Man uz poticanje Hank Pym. Postao je povezan s Fantastic Four, i kasnije postao punopravni član Avengers. Za neko vrijeme odlazi s Jessicom Jones. On je ubio Scarlet Witch zajedno s Vision i Hawkeye u Avengers Disassembled, i njegova kći je preuzela njegov herojski plašt kao Stature u knjizi Young Avengers. Godine 2011. vratio se u mini seriju The Children's Crusade, ali je izgubio svoju kćer kad se heroski žrtvovala kako bi zaustavila super teret doktorice Doom, koji će je kasnije oživjeti tijekom AXIS-a.

### Eric O'Grady
Eric O'Grady je treći lik koji preuzima titulu Ant-Mana. O'Grady je agent niske razine S.H.I.E.L.D. koji se spotaknuo na odijelo Ant-Man u sjedištu S.H.I.E.L.D. Čovjek malobrojnih morala i spreman da laže, vara, ukrade i manipulira kako bi napredovao u životu, Eric je ukrao oružje za svoje sebične planove, koji su uključivali njegov status kao "superjunak" kako bi zavodio žene i ponizio i mučiti druge. Imao je svoj kratkotrajni naslov prije nego što je bio dio drugih timova kao što su pridružio Avengers: The Initiative kao njegov prvi tim, a zatim se pridružio The Thunderbolts, ali u zadnje vrijeme Secret Avengers, gdje je lik heroijski izgubio dok je branio dijete protiv zlikovca poznat kao Father.